# سید طاهر مصطفوی
سید طاهر مصطفوی (۲۰ شهریور ۱۳۴۸ – ۳۰ اردیبهشت ۱۴۰۳) خلبان  هوانیروز ارتش ایران بود که در سانحه سقوط بالگرد ورزقان کشته شد.

## زندگی
مصطفوی ۲۰ شهریور ۱۳۴۸ در گنبد کاووس زادهٔ شد. وی ۲ فرزند دختر، یک پسر و یک نوه دارد.

## تشییع و محل مدفن
پیکر مصطفوی، در ۳ خرداد ۱۴۰۳، با حضور علی‌اکبر طالب‌زاده، معاون هماهنگ‌کننده نیروی هوایی ارتش، در قطعه ۲۷ گورستان بهشت زهرا دفن شد.